# Franz Pocci
Franz Pocci (alemany: Franz Ludwig Evarist Alexander Graf von Pocci)  (Múnic, 7 de març de 1807 - Múnic, 7 de maig de 1876) va ser un oficial important a la cort del rei Lluís I de Baviera, més conegut com el director fundador del teatre de marionetes de Múnic, on va ser un titellaire i va escriure una infinitat de titelles. obres de teatre i contes infantils.
Era fill del general bavarès Fabrizio Evaristo von Pocc, d'origen italià. Estudià dret a Landshut i Múnic, i més tard cultivà el dibuix, donant mostres d'un gran talent artístic. Acompanya el rei Lluís I, i al llavors príncep hereu Maximilià en diversos viatges a Itàlia.
A més de diverses operetes per a teatres particulars, va compondre l'òpera Der Alchimist, sonates i peces de cant, etc.
Com a poeta, la seva obra d'assaig fou Poemas (Schaffhausen,1843), a la que seguiren Jögerliedern (Landshut, 1843) i Studentenlieders (Landshut, 1845) però en el que més es distingí fou en les seves copioses i excel·lents produccions il·lustrades per ell mateix i destinades als infants. Cal citar entre elles:
- Rosengärtlein (3.ª edic. Ratisbona, 1868);
- Allerneusetes Spruchbüchlein, Lustiges Bilderbuch, Was du willst, Lustige Gesellschaft, etc.

A més, publicà:
- DramatischeSpiele (2.ª edc. Múnic, 1883);
- Neues Kasperltheater (Stuttgart, 1855);
- Lustiges Komòdienbüchlien (Múnic, 1859, i d'altres.

Els drames populars
- Gevatter Tod (1855);
- Der Karfunkel (1860);
- Der wahre Hortoder die Venediger Goldsucher (1861);
- Der Landsknecht (1861);
- Totentánze in Bildern ubd Sprüchen (1862);
- Namenbilder (1865);
- Herbstblätter (1867);
- Altes und Neues (Stuttgart, 1855).

Com artista, la seva millor obra són els aiguaforts per a les Volkmärchen, de Grimm, i les Marchen de Schcreiber.